# Oktober 1991
Portal Geschichte | Portal Biografien | Aktuelle Ereignisse | Jahreskalender | Tagesartikel

◄ |
19. Jahrhundert |
20. Jahrhundert
| 21. Jahrhundert

◄ |
1960er |
1970er |
1980er |
1990er
| 2000er | 2010er | 2020er | ►

◄ |
1987 |
1988 |
1989 |
1990 |
1991
| 1992 | 1993 | 1994 | 1995 | ►

◄ |
Juli 1991 |
August 1991 |
September 1991 |
Oktober 1991 |
November 1991 |
Dezember 1991 |
Januar 1992 |
►
Dieser Artikel behandelt aktuelle Nachrichten und Ereignisse im Oktober 1991.

## Tagesgeschehen

### Mittwoch, 2. Oktober 1991

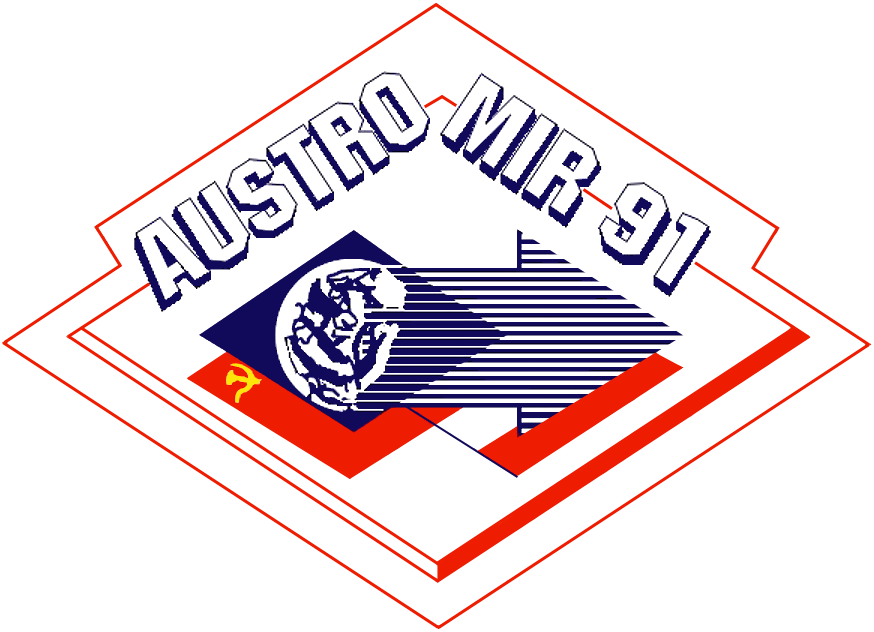
Logo der Sojus TM-13

- Leninsk/Sowjetunion: Die Mission Sojus TM-13 bringt mit Franz Viehböck den ersten Raumfahrer aus Österreich ins Weltall.[1]

### Donnerstag, 3. Oktober 1991
- Cambridge/Vereinigte Staaten: Das Museum des Massachusetts Institutes of Technology und das Journal of Irreproducible Results vergeben erstmals den Ig-Nobelpreis für wissenschaftliche Leistungen, die einen Menschen „erst zum Lachen und dann zum Nachdenken“ bringen. Unter den sieben Preisträgern befindet sich der Schweizer Autor Erich von Däniken, dessen Fachgebiet die Prä-Astronautik ist.[2]
- Stockholm/Schweden: Die Südafrikanerin Nadine Gordimer erhält in diesem Jahr den Nobelpreis für Literatur. Eines ihrer bekanntesten Werke ist Eine Stadt der Toten, eine Stadt der Lebenden.[3]
- Hünxe/Deutschland: Drei Jugendliche werfen Brandsätze in die Wohnung einer libanesischen Familie. Ein achtjähriges Mädchen erleidet schwere Verbrennungen.[4] Der Anschlag erfolgt etwa zwei Wochen nach den ausländerfeindlichen Ausschreitungen in Hoyerswerda.

### Freitag, 4. Oktober 1991
- Stockholm/Schweden: Carl Bildt wird als erstes Mitglied der Moderaten Sammlungspartei als Ministerpräsident vereidigt. Seine Partei koaliert mit der Volkspartei Die Liberalen, der Zentrumspartei und den Christdemokraten.[5]

### Sonntag, 6. Oktober 1991
- Linz/Österreich: Bei der Landtagswahl in Oberösterreich sinkt das Stimmenergebnis sowohl der Volkspartei als auch der SPÖ gegenüber 1985 in der Summe um mehr als 12 %, während sich die FPÖ von 5 % auf 17,7 % steigert.[6]

### Montag, 7. Oktober 1991

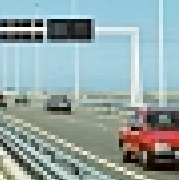
JPEG mit Artefakt

- Weltweit: Die Organisation Independent JPEG Group veröffentlicht eine Programmbibliothek mit offenem Quellcode zur digitalen Bildkompression. Der Bild-Standard trägt den Namen „JPEG“. Seine Entwickler weisen darauf hin, dass nur bei sorgfältiger Anwendung die Gefahr von Kompressionsartefakten minimiert wird.[7]

### Sonntag, 13. Oktober 1991
- Frankfurt am Main/Deutschland: Der ungarische Essayist György Konrád erhält den Friedenspreis des Deutschen Buchhandels.[8]

### Montag, 14. Oktober 1991
- Oslo/Norwegen: Für „ihren Einsatz für die Menschenrechte“, insbesondere beim Widerstand gegen das demokratisch nicht legitimierte Regime von Saw Maung in ihrem Heimatland Myanmar, wird die Gründerin der Nationalen Liga für Demokratie (NLD) Aung San Suu Kyi den diesjährigen Friedensnobelpreis erhalten.[9]
- Stockholm/Schweden: Der Schweizer Richard R. Ernst von der ETH Zürich wird in diesem Jahr den Nobelpreis für Chemie erhalten. Die Stiftung ehrt seine Weiterentwicklung der Kernspinresonanz-Methode. Den Nobelpreis für Physiologie oder Medizin werden in diesem Jahr die Deutschen Erwin Neher und Bert Sakmann für die Entwicklung der Patch-Clamp-Technik erhalten.[10][11]

### Dienstag, 15. Oktober 1991
- Stockholm/Schweden: Der Brite Ronald Coase wird in diesem Jahr für die Formulierung des Coase-Theorems zur Rolle von Transaktionskosten und Verfügungsrechten den Alfred-Nobel-Gedächtnispreis für Wirtschaftswissenschaften erhalten.[12]

### Mittwoch, 16. Oktober 1991
- Killeen/Vereinigte Staaten: Im Bundesstaat Texas durchbricht der Arbeitslose George Jo Hennard mit einem Pkw die Glasfront eines Schnellrestaurants und schießt unmittelbar auf Angestellte und Gäste. 43 Personen werden getroffen, 23 von ihnen tödlich. Der Täter begeht im Beisein der Polizei Suizid.[13]
- Stockholm/Schweden: Der Nobelpreis für Physik wird in diesem Jahr an den  Franzosen Pierre-Gilles de Gennes für die Weiterentwicklung der Beschreibung von Gesetzmäßigkeiten in komplexen Systemen wie Polymeren verliehen.[14]

### Samstag, 19. Oktober 1991
- Darmstadt/Deutschland: Die Deutsche Akademie für Sprache und Dichtung verleiht den Georg-Büchner-Preis an den Deutschen Wolf Biermann.[15]
- Kailua-Kona/Vereinigte Staaten: Der Ironman Hawaii endet mit Siegen von Paula Newby-Fraser, die in Südafrika lebt, bei den Frauen und Mark Allen aus den Vereinigten Staaten bei den Herren.[16][17]

### Sonntag, 20. Oktober 1991

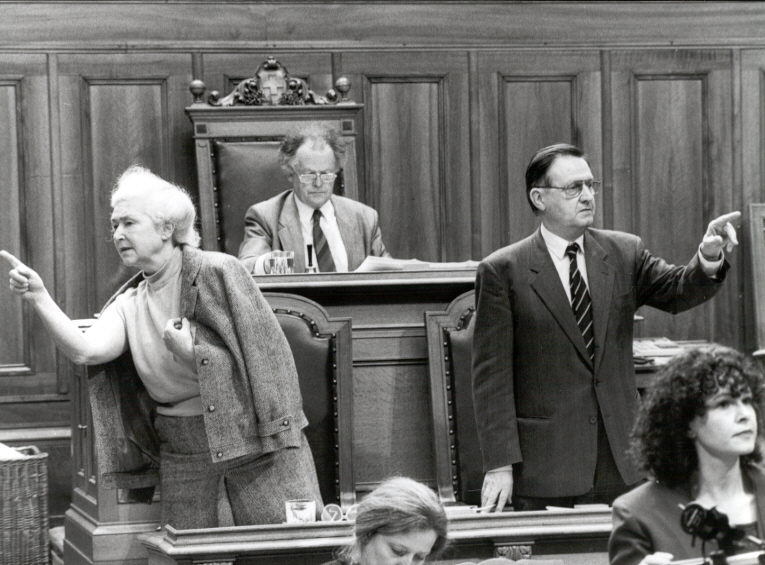
Eine Stimmenauszählung im Ständerat

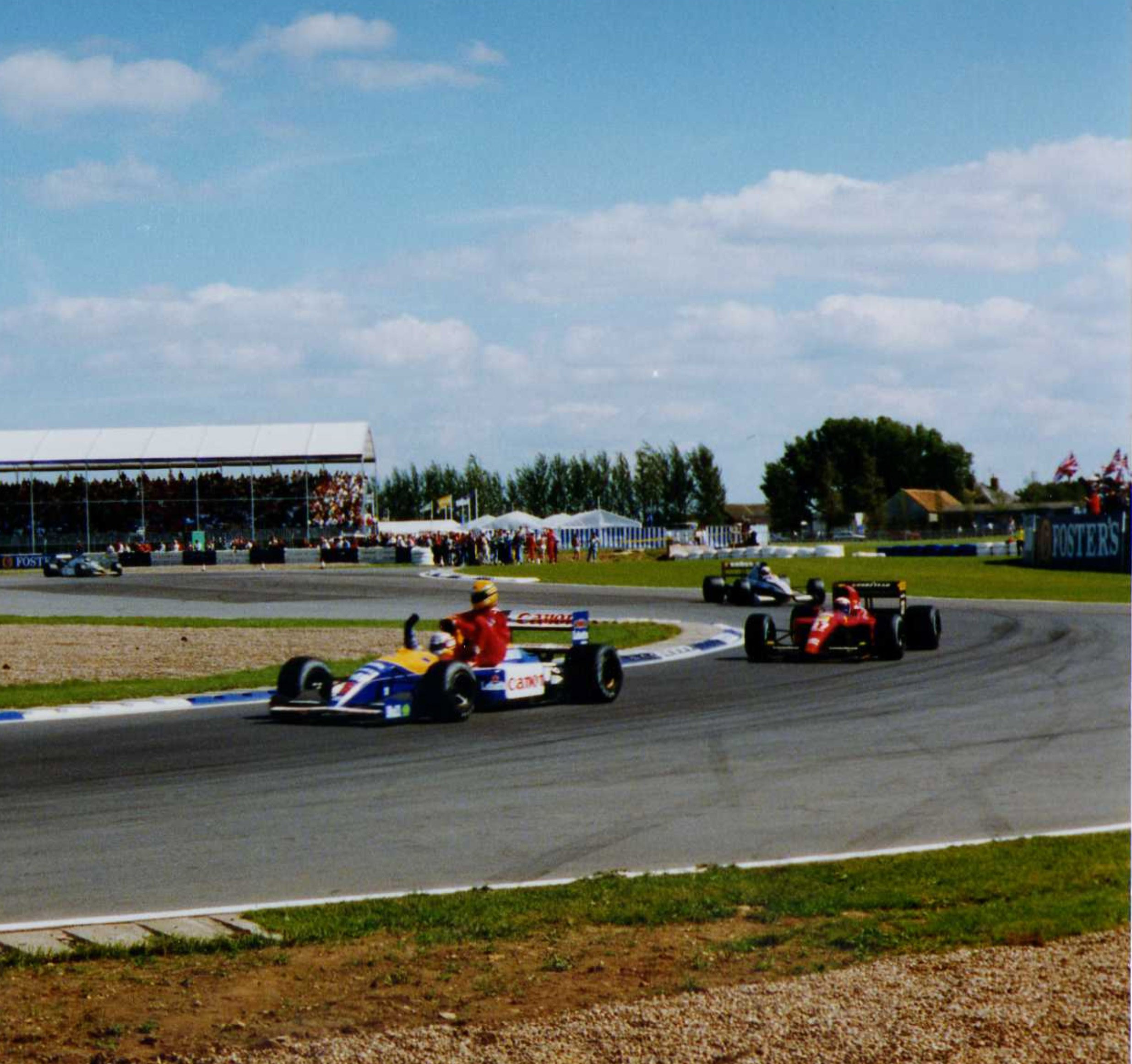
Nigel Mansell chauffiert seinen WM-Rivalen Ayrton Senna (roter Overall)

- Bern/Schweiz: Die Schweizer Parlamentswahlen enden für die drei größten Parteien im Nationalrat enttäuschend. Während FDP und CVP jeweils sieben Mandate verlieren, bleibt die SP unverändert bei 41 von 200 Sitzen und stellt künftig nach der FDP und vor der CVP die zweitmeisten Abgeordneten. Im Ständerat beendet die FDP die Vormachtstellung der Christlichdemokratischen.[18]
- Suzuka/Japan: Im vorletzten Rennen der Formel-1-Saison dreht sich Nigel Mansell aus dem Vereinigten Königreich im Williams FW14 und fällt aus, während Ayrton Senna im McLaren MP4/6 Zweiter wird. Durch den Ausfall kann Mansell als Sennas letzter verbliebener Konkurrent in der Fahrer-Weltmeisterschaft den Brasilianer nicht mehr vom ersten Platz verdrängen.[19]
- Uttarkashi/Indien: Im Bundesstaat Uttar Pradesh sterben bei einem Erdbeben der Stärke 6,8 Mw mit Epizentrum bei der Kleinstadt Uttarkashi im Himalaya-Gebirge mindestens 760 Menschen.[20]

### Dienstag, 22. Oktober 1991
- Bagdad/Irak: In den letzten vier Monaten wurden 135 Scud-Boden-Boden-Raketen der Streitkräfte des Irak unschädlich gemacht, davon 17 unter Aufsicht der Spezialkommission der Vereinten Nationen. Nach Angaben des amerikanischen Nachrichtendiensts CIA lieferte die Sowjetunion 819 Scud-Raketen von 1972 bis 1988 an den Irak.[21]
- Istanbul/Türkei: Die Metropoliten des griechisch-orthodoxen Heiligen Synods wählen Bartholomeos I. zum Ökumenischen Patriarchen von Konstantinopel. Sein Vorgänger Demetrios I. amtierte 19 Jahre lang.[22]

### Donnerstag, 24. Oktober 1991
- Moskau/Sowjetunion: Michail Gorbatschow (KPdSU) verfügt als De-facto-Staatsoberhaupt der Sowjetunion per Dekret die Abschaffung des In- und Auslandsnachrichtendienstes KGB.[23]

### Samstag, 26. Oktober 1991
- Slowenien: Die Jugoslawische Volksarmee zieht sich nach dem Scheitern ihrer Intervention in Slowenien, mit der sie den Zusammenhalt der südslawischen Föderativen Republik erzwingen wollte, und als Folge des Brioni-Abkommens vom 7. Juli vollständig aus dem ehemals nördlichsten Gliedstaat zurück. Dieser erwartet nun unter dem Namen Republik Slowenien eine weit verbreitete internationale Anerkennung seiner staatlichen Souveränität.[24]

### Sonntag, 27. Oktober 1991

Wappen von Turkmenistan

- Aşgabat/Sowjetunion: Die Turkmenische SSR erklärt ihre Unabhängigkeit von der Sowjetunion und gibt sich den Namen Turkmenistan. Zuvor befragte die regierende Demokratische Partei Turkmenistans das Volk zu diesem Schritt und erhielt ein Votum für die Unabhängigkeit.[25]
- Vatikanstadt: Papst Johannes Paul II. spricht den Priester und Sozialreformer Adolph Kolping selig. Kolping begründete im 19. Jahrhundert den Sozialverband Kolpingwerk.[26]

### Mittwoch, 30. Oktober 1991
- Madrid/Spanien: Die dreitägige Konferenz zum Anstoß eines neuen Friedensprozesses im Nahostkonflikt beginnt. Das Einladungsschreiben verschickte US-Präsident George Bush im Namen seines Landes und im Namen der Sowjetunion an die Regierungen der Staaten Israel, Jordanien, Libanon und Syrien sowie an Vertreter der Palästinenser. Alle Konfliktparteien sind zu den Gesprächen erschienen.[27]

## Weblinks

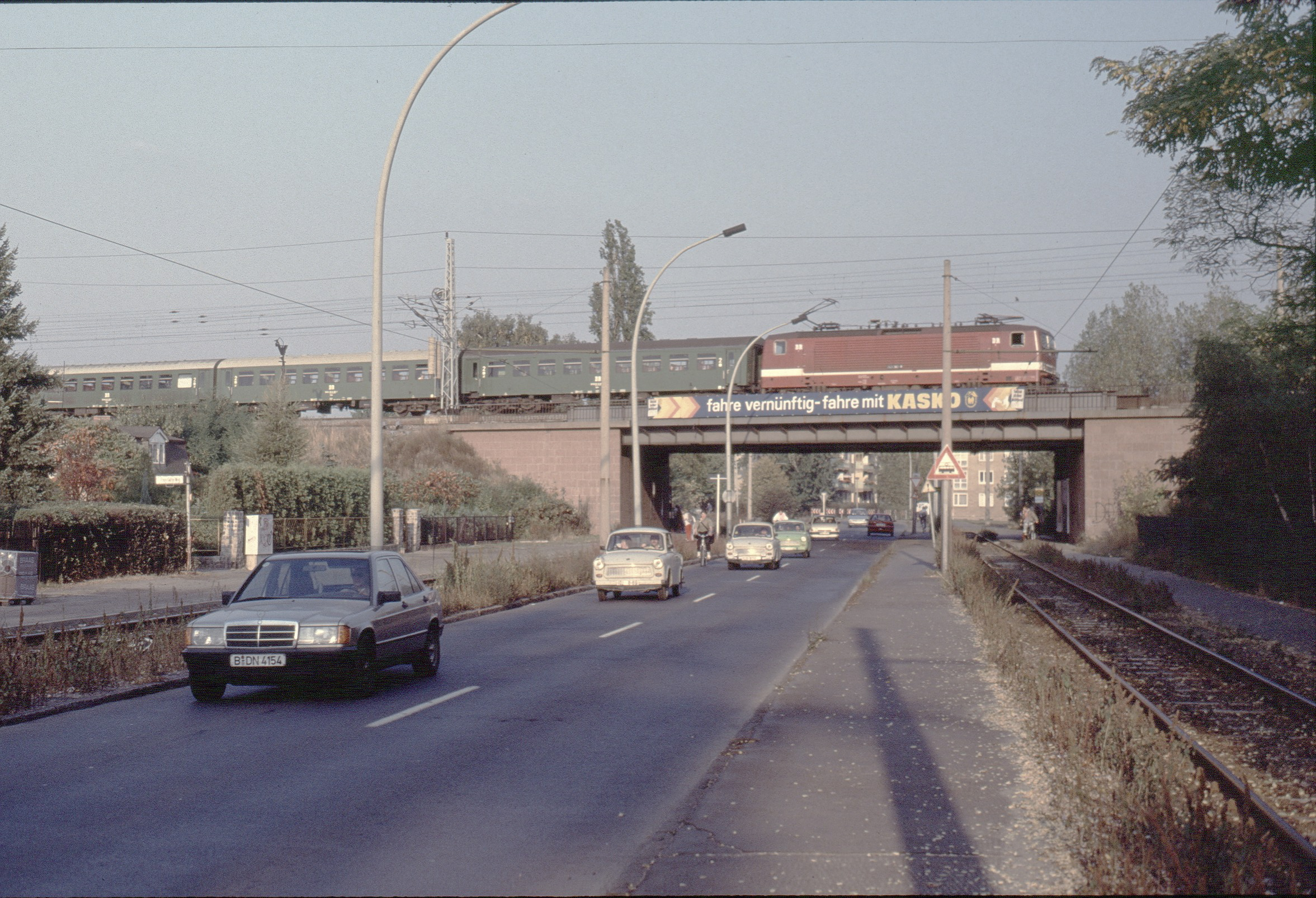
Berlin im Oktober 1991